# Изложба „Цртеж и мала пластика” (1989)
Изложба „Цртеж и мала пластика” се одржала у периоду од 11. до 23. августа 1989. године у Уметничком павиљону „Цвијета Зузорић” у Београду.

## Уметнички савет
Избор радова за изложбу је обавио Уметнички савет Удружења ликовних уметника Србије.

## Излагачи

### Цртеж
1. Мирослав Благојевић
2. Милан Блануша
3. Миливоје Богатиновић
4. Љубиша Богосављевић
5. Драган Буљугић
6. Матија Вучићевић
7. Драган Гајер
8. Нада Денић
9. Александар Димитријевић
10. Милица Динић
11. Катарина Дрљевић
12. Ђорђе Ђорђевић
13. Зоран Ђорђевић
14. Зорица Ђорђевић
15. Игор Јагодник
16. Љиљана Јарић
17. Драгана Јовчић
18. Маријана Каралић
19. Емило Костић
20. Милица Којчић
21. Милутин Копања
22. Анастасија Краљић
23. Анета Краљић
24. Мирјана Крстевска Марић
25. Гордана Лесковац
26. Војислав Луковић
27. Владан Љубинковић
28. Мирјана Маодуш
29. Весна Марковић
30. Јелена Марковић
31. Срђан Марковић
32. Весна Мартиновић
33. Милан Мартиновић
34. Велимир Матејић
35. Бранимир Мијушковић
36. Предраг Микалачки
37. Савета Михић
38. Миодраг Млађовић
39. Јован Мрђеновић
40. Зоран Насковски
41. Драган Нешић
42. Ненад Николић
43. Зоран Нинковић
44. Љубица Николић
45. Ружица Павловић
46. Љубомира Перучић
47. Михаило Петковић
48. Гордана Петровић
49. Предраг Петровић
50. Ратомир Пешић
51. Милан Поповић
52. Миомир Радовић
53. Љиљана Радосављевић
54. Едвина Романовић
55. Миодраг Ристић
56. Рада Селаковић
57. Драгана Станаћев
58. Раде Станковић
59. Јовица Стевановић
60. Мића Стоиљковић
61. Миодраг Стојановић
62. Стеван Стојановић
63. Слободанка Ступар
64. Зоран Тодор Тодоровић
65. Станка Тодоровић
66. Драгиша Ћосић
67. Владимир Ћурчин
68. Мирољуб Филиповић
69. Радован Хиршл
70. Биљана Црнчанин

### Мала пластика
1. Бошко Атанацковић
2. Ратко Вулановић
3. Маријана Гвозденовић
4. Савица Дамјановић
5. Тијана Дујовић
6. Јован Живковић
7. Татјана Зарин
8. Момчило Јанковић
9. Душан Мраковић
10. Милан Т. Марковић
11. Драган Николић
12. Рајко Попивода
13. Мице Попчев
14. Сања Рајковић Србин
15. Екатарина Ристивојев
16. Мирослав Савков
17. Мира Сандић
18. Милорад Ступовски
19. Љубица Тапавички
20. Сава Халугин
21. Балша Рајчевић